# T-37鳴鳥式教練機
T-37鳴鳥式教練機（英語：T-37 Tweet）是美國在第二次世界大戰後首種噴射教練機，1952年委託西斯納飛機公司研製，目的是要去取代各種螺旋槳教練機，T-37於1957年進入美國空軍服役

## 設計特點

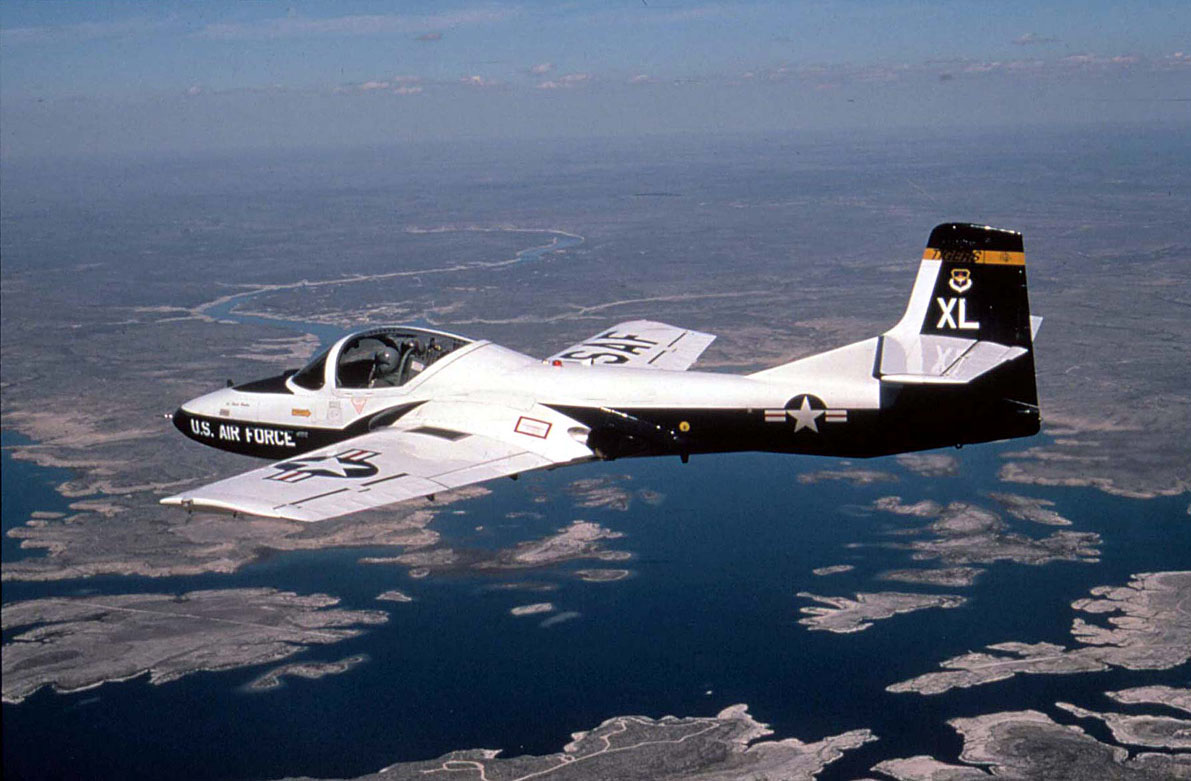
T-37是一種容易駕駛的飛機

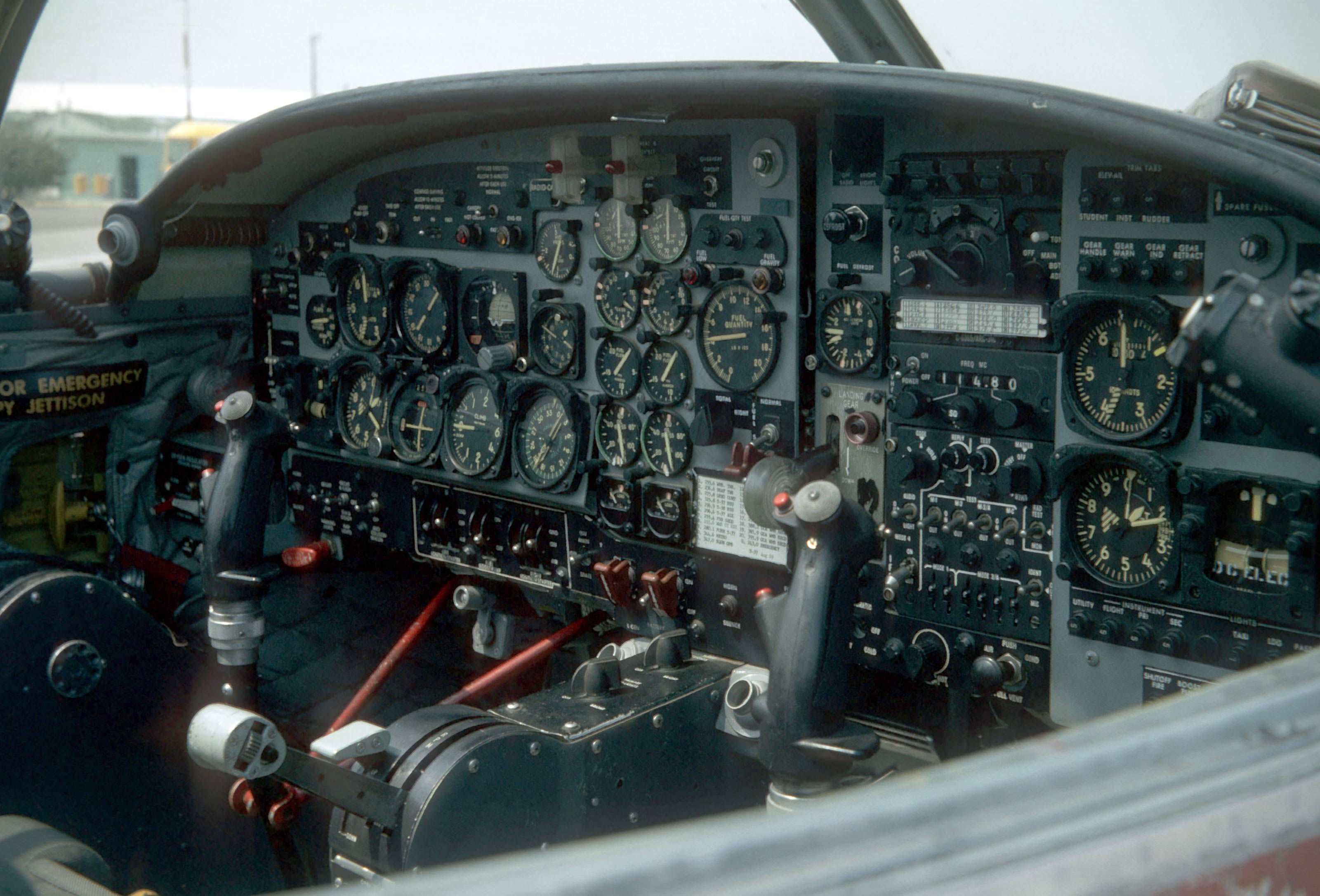
T-37的並列式駕駛艙

T-37採用闊大的平直主翼令它在低空有良好的機動性，主翼有3度上反角，由於主翼夠闊因此主起落架間距達4.3米，不易在昇降時發生反機意外，尾翼是闊大的T字型尾翼，令它有良好的穩定性，這是作為教練機必需的，駕駛艙為並列式，教官和學員坐在一起，方便教學指導，駕駛艙罩為巨大的玻璃罩，提供了良好對外視野，但也因此容易發生鳥撞意外，後來換裝更厚的玻璃，兩個噴射發動機在機身後方，由於位置近地面，維修員工作容易，但也容易在昇降時吸入砂石，所以，T-37的進氣口有活門，當昇降時向上翻轉，T-37是一種容易操縱的飛機，學員在教官指導6.5小時後就可以放單飛。

## 型號
- XT-37

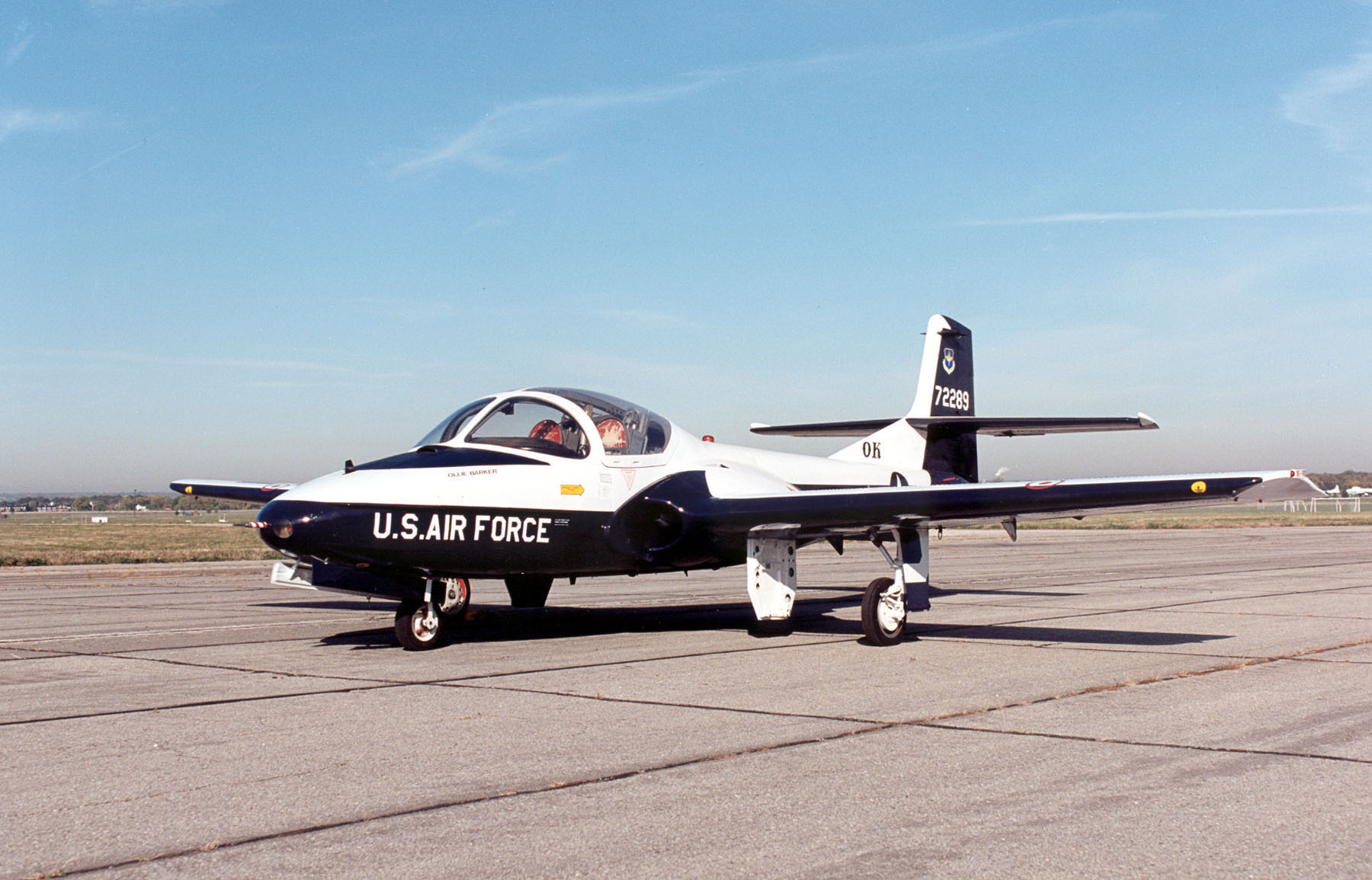
T-37B

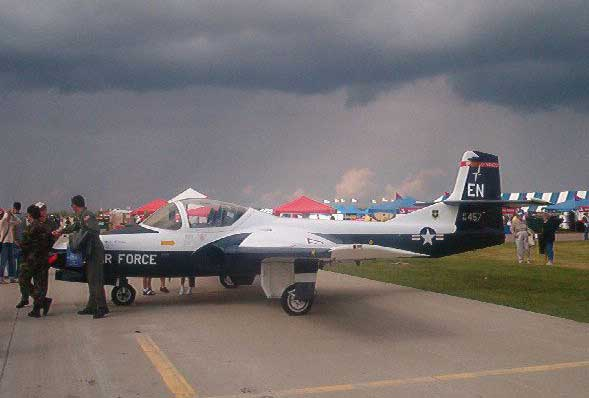
T-37C

T-37的原型机，由两台大陆YJ69-T-9涡喷发动机提供动力
- T-37A

T-37的初期型，共生產了444架，T-37A由於發動機嘈音大，鳴鳥之名由此而來
- T-37B

改用J-69-T-25噴射發動機，推力，可靠性和使用壽命增加而嘈音和操作成本減少，T-37B共生產了552架，先前的T-37A也改成T-37B的規格
- T-37C

T-37的對地攻擊機型，在翼下加上武器掛架，T-37C共生產了273架並最終變成A-37蜻蜓式攻擊機

## 基本資料
- 乘員:2人
- 機長: 8.92米
- 翼展: 10.93米
- 機高: 2.71米
- 翼面積: 17.09平方米
- 空重: 1,840公斤
- 最重: 2,980公斤
- 發動機: 2部J69-T-25噴射發動機(各推力=4.56kN，1,025磅）
- 最快時速: 684公里/小時
- 航程: 1,500公里
- 昇限: 7,620米
- 爬昇率: 2,130米/分鐘
- 武裝:T-37A和T-37B皆無武裝，T-37C可掛上227公斤各種武器

## 使用國家

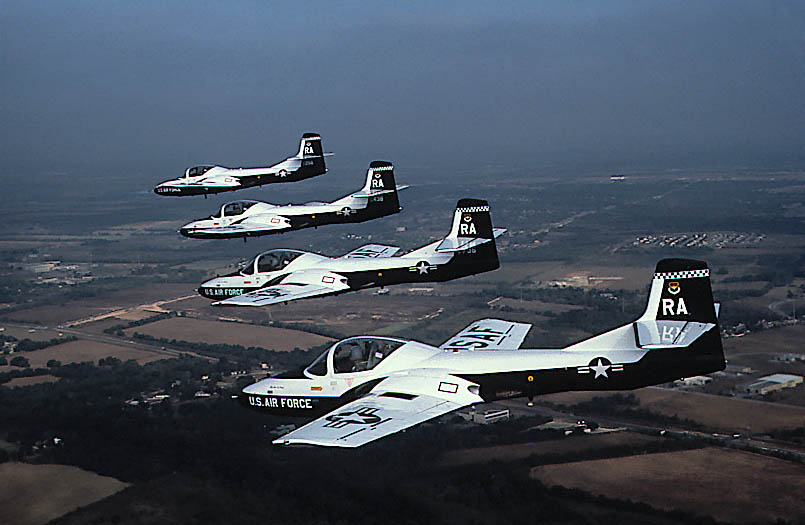
美國空軍的T-37A機群

- 美国
- 越南共和国
- 越南
- 巴西
- 緬甸
- 柬埔寨
- 智利
- 哥伦比亚
- 德国
- 希腊
- 约旦
- 摩洛哥
- 巴基斯坦
- 秘魯
- 葡萄牙
- 泰國
- 土耳其

## 外部連結
- 鳴鳥式教練機（页面存档备份，存于）